# Нам Ир
Нам Ир, русское имя — Яков Петрович (кор. 남일, 5 июня 1913 Российская империя — 7 марта 1976, Пхеньян, КНДР) — северокорейский партийный и государственный деятель, министр иностранных дел КНДР (1953—1959).

## Биография
Родился в селе Казакевичево Приморского уезда. В 1939 году окончил Томский государственный университет. После депортации в КазССР и недолгого проживания в Чимкенте переехал в УзССР и до 1946 года преподавал в средней школе г. Карши, награждён медалью «За доблестный труд». В 1946 по набору переводчиков прибыл в Северную Корею после занятия советскими войсками Пхеньяна. После создания в 1948 г. КНДР был избран депутатом Верховного народного собрания.
Принимал участие в Корейской войне в должности начальника штаба Корейской народной армии, в июле 1953 г. подписал со стороны КНДР соглашение о прекращении огня в Пханмунчжоне с генералом армии США У. Харрисоном. Генерал армии (대장).
С 1953 по 1959 г. — министр иностранных дел КНДР. В 1957—1972 гг. — заместитель председателя Кабинета министров КНДР, одновременно в 1960—1966 гг. — председатель Государственного комитета по строительству, в 1966—1972 гг. — министр железнодорожного транспорта.
С 1972 г. — заместитель премьера Административного совета КНДР и председатель Государственного комитета по лёгкой промышленности.
Член ЦК ТПК с 1950 г. Член Политкомитета ЦК ТПК с 1956 г. Кандидат в члены ЦК ТПК (1948—1950).
Погиб в автокатастрофе.